# Włókna sztuczne
Włókna sztuczne – włókna chemiczne, które są wytwarzane w procesach technologii chemicznej, modyfikujących strukturę:
- naturalnych biopolimerów (np. włókna wiskozowe z celulozy, kazeinowe z białka),
- surowców mineralnych (np. włókna szklane, włókna metaliczne).